# أناستاسيا ليسينكو
أناستاسيا ليسينكو (بالأوكرانية: Лисенко Анастасія Сергіївна) هي رباعة أوكرانية، ولدت في 2 ديسمبر 1995 في فوهليدار في أوكرانيا.

## وصلات خارجية
- أناستاسيا ليسينكو على موقع اللجنة الأولمبية الدولية (الإنجليزية)
- أناستاسيا ليسينكو على موقع أوليمبيديا (الإنجليزية)